# Pentace
Pentace (nebo také hyper-5) je matematická operace, která je jakýmsi rozšířením tetrace. Zatímco mocnění je vlastně opakované násobení a tetrace opakované mocnění, pentace je opakovaná tetrace. Opakovaná pentace je poté hexace. Pentace je tedy definována jako iterovaná neboli opakovaná tetrace, stejně jako je tetrace opakované umocňování. Jedná se o binární operaci definovanou dvěma čísly a a b, kde a je b − 1 krát tetrováno sebou samým. Například při použití hyperoperačního zápisu pro pentaci a tetraci {\displaystyle 2[5]3} znamená tetrování 2 dvakrát, neboli {\displaystyle 2[4](2[4]2)}. To lze poté redukovat na {\displaystyle 2[4](2^{2})=2[4]4=2^{2^{2^{2}}}=2^{2^{4}}=2^{16}=65536.}
Pentace může být zapisována například pomocí knuthova šipkového zápisu.

## Znázornění
{\displaystyle a\uparrow \uparrow \uparrow b=\underbrace {{}^{{}^{{}^{{}^{{}^{a}\cdot }\cdot }\cdot }a}a} _{b{\text{ opakování }}a}=\underbrace {a\,\uparrow \uparrow \,(a\,\uparrow \uparrow \,(\dots \,\uparrow \uparrow \,a))} _{b{\text{ opakování }}a}.}

### Příklady
{\displaystyle {\begin{aligned}3\uparrow \uparrow \uparrow 2&=3\uparrow \uparrow 3={}^{3}3=\\&=3\uparrow (3\uparrow 3)=3^{3^{3}}=3^{27}=7625597484987\\\end{aligned}}}
Velikost čísel opravdu velmi rychle roste:
{\displaystyle {\begin{aligned}3\uparrow \uparrow \uparrow 3&=3\uparrow \uparrow (3\uparrow \uparrow 3)={}^{{}^{3}3}3={}^{7625597484987}3=\\&=3\uparrow \uparrow (3\uparrow (3\uparrow 3))=\underbrace {3\uparrow (3\uparrow (\dots \uparrow 3))} _{3\uparrow (3\uparrow 3)=7625597484987{\text{ opakování }}3}=\underbrace {3^{3^{\cdot ^{\cdot ^{\cdot ^{3}}}}}} _{3\uparrow (3\uparrow 3){\text{ opakování }}3}\approx \exp _{10}^{7625597484986}(1{,}09902)\end{aligned}}}
Následující číslo by mělo v klasickém zápisu více než 10102184 číslic:
{\displaystyle 5\uparrow \uparrow \uparrow 2=5\uparrow \uparrow 5={^{5}5}=5^{5^{5^{5^{5}}}}=5^{5^{5^{3125}}}\approx 10^{10^{10^{10^{3,33928}}}}=\exp _{10}^{4}(3{,}33928)}.